# Vallorbe
Vallorbe es una comuna suiza del cantón de Vaud, situada en el distrito de Jura-Nord vaudois. Limita al norte con las comunas de Rochejean (FRA-25), Longevilles-Mont-d'Or (FRA-25) y Jougne (FRA-25), al este con Ballaigues, Les Clées y Premier, al sur con Vaulion, y al suroeste con L'Abbaye y Le Lieu.
La comuna formó parte hasta el 31 de diciembre de 2007 del distrito de Orbe, círculo de Vallorbe.

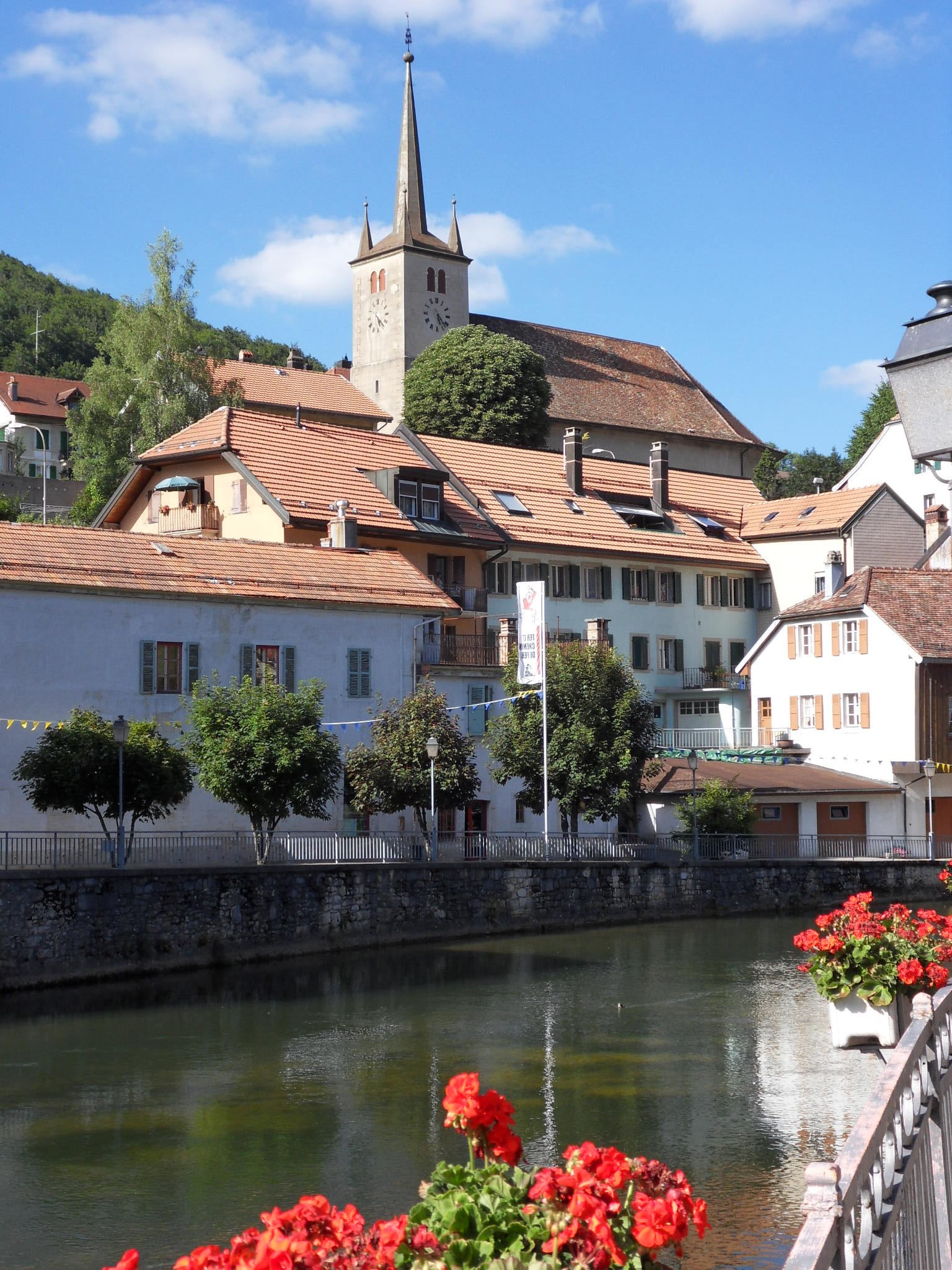
Vista del río Orbe a su paso por Vallorbe.

## Transportes
Ferrocarril
Existe una estación ferroviaria en la que efectúan parada trenes internacionales, y parten de ella trenes de ámbito regional.